# Операция «Эллами»
Операция «Эллами» (англ. Operation Ellamy) — кодовое название участия Великобритании в военной интервенции в Ливии. Операция была частью международной интервенции, направленной на установление в Ливии бесполетной зоны в соответствии с Резолюцией Совбеза ООН 1973, в которой говорилось, что «все необходимые меры должны быть приняты для защиты гражданского населения».

## Предыстория
Резолюция 1973 Совбеза ООН, принятая вечером 17 марта 2011 года, дала мандат на установление бесполетной зоны над Ливией военным путем. Конференция с участием международных лидеров прошла в Париже во второй половине дня в субботу 19 марта. Международные военные действия начались всего через несколько часов после завершения конференции, когда в 16:45 по Гринвичу французские истребители нанесли первый удар по ливийским танкам.

## Состав группировки войск
- Королевский военно-морской флот Великобритании[13]
  - HMS York (D98), эскадренный миноносец типа 42;
  - HMS Liverpool (D92), эскадренный миноносец типа 42[14];
  - HMS Cumberland (F85), фрегат типа 22[15];
  - HMS Sutherland (F81), фрегат типа 23[16];
  - HMS Iron Duke (F234), фрегат типа 23;
  - HMS Triumph (S93), подводная лодка типа «Трафальгар»[17];
  - HMS Turbulent (S87), подводная лодка типа «Трафальгар»[18];
  - HMS Bangor (M109), тральщик-искатель типа «Сэндаун»;
  - HMS Brocklesby (M33), тральщик-искатель типа «Hunt»[19];
  - HMS Ocean (L12)
- Королевские военно-воздушные силы Великобритании
  - 10 Eurofighter Typhoon
  - 16 Tornado GR4[20]
  - 3 самолёта ДРЛО Boeing E-3 Sentry[21]
  - 1 Nimrod R1[22]
  - 1 ASTOR
  - 2 Vickers VC10
- Британская армия
  - 4 Apache AH-1
- Некоторые подразделения Войск специального назначения[23]

## Название
Кодовое имя «Ellamy» было произвольно сгенерировано и представляет собой альтернативное написание раннего английского слова Elami (E-la-mi), музыкального преобразования, обозначающего ноту E (нота ми в пятой октаве). Правописание «Эллами» встречается в стихотворении «Harmony of birth», которое часто приписывают Джону Скелтону.

## Галерея

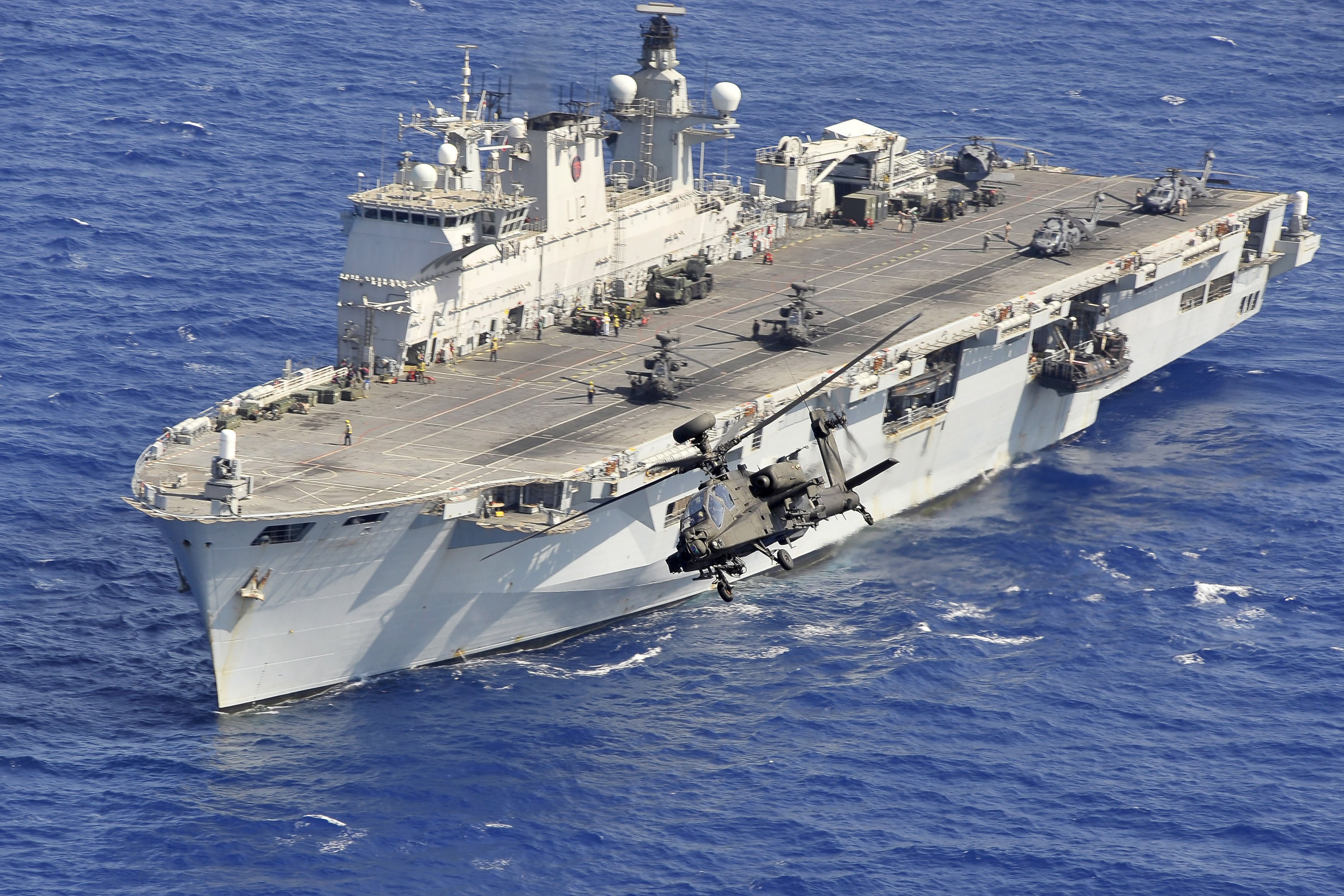
Вертолеты Apache AH-1 на палубе HMS Ocean (L12)
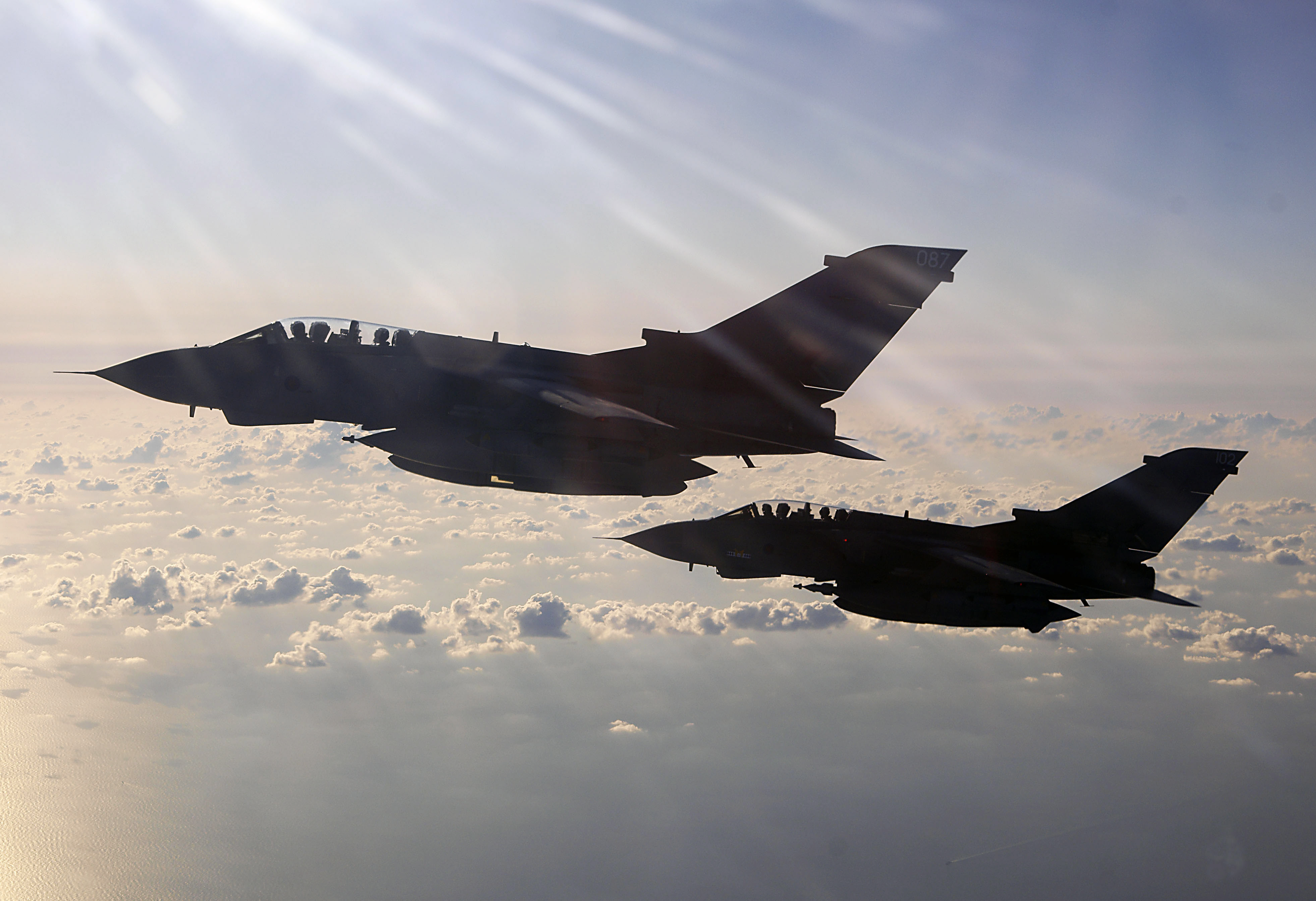
Самолеты Tornado GR4 в небе над Ливией
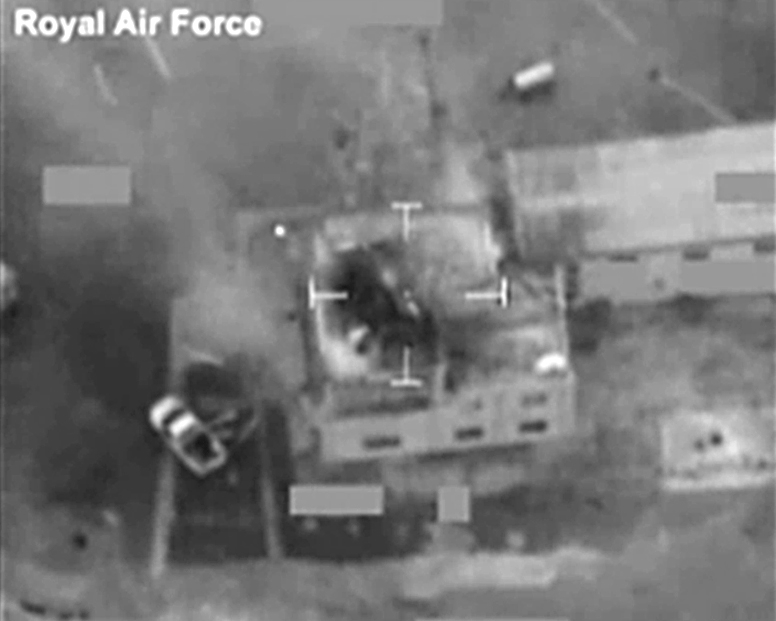
Удар Tornado GR4 по ливийскому радару
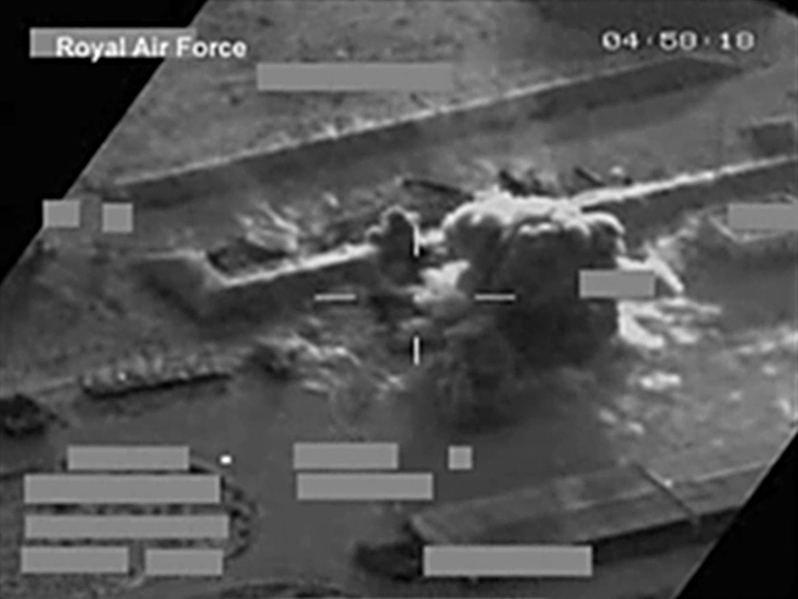
Удар Tornado GR4 по ливийскому ракетному комплексу СКАД
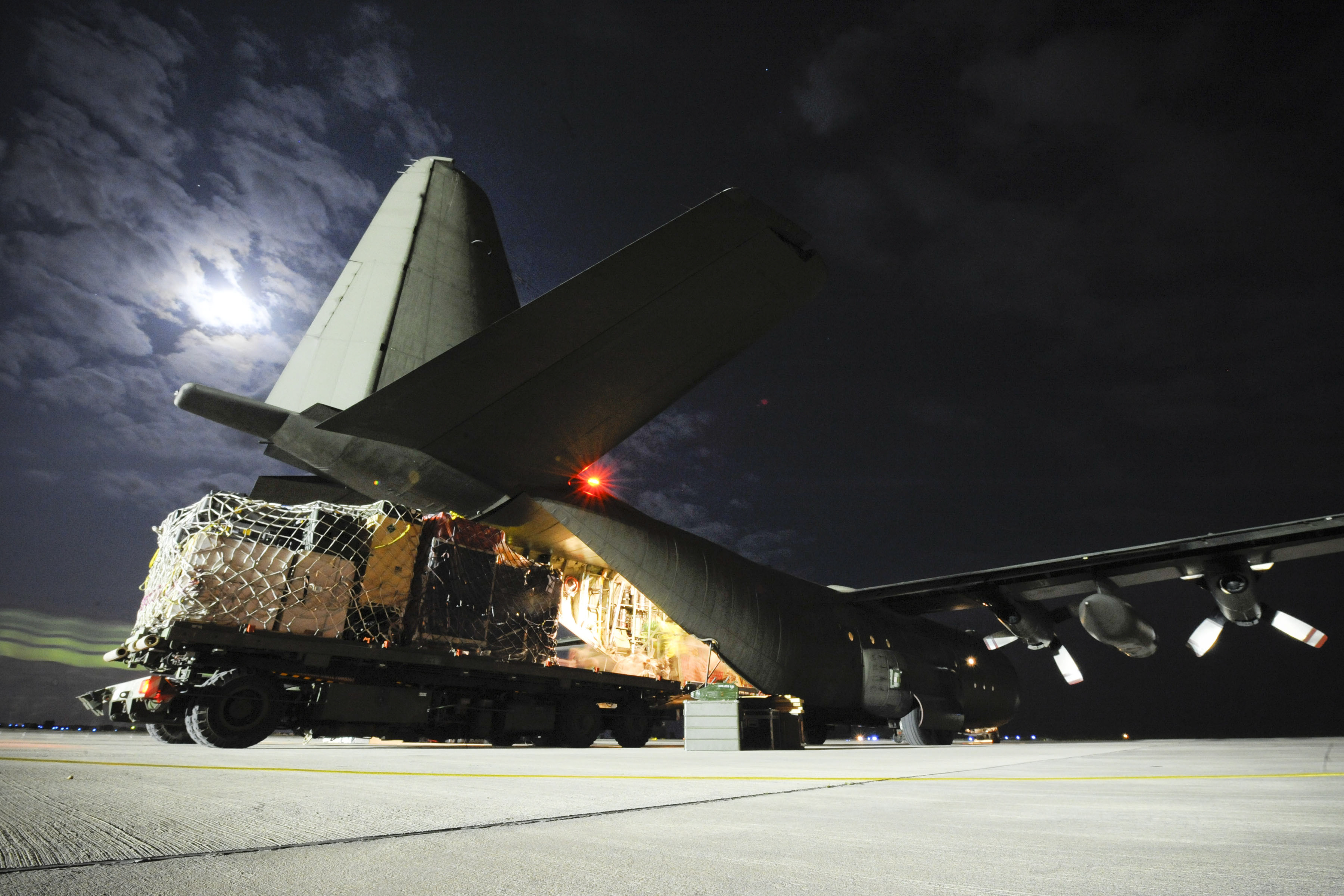
Выгрузка военных грузов из самолета Hercules C-130